# Лудвиг IV фон Лихтенберг
Лудвиг IV фон Лихтенберг (на немски: Ludwig IV von Lichtenberg; * 1396; † 28 август 1434) е господар на Лихтенберг-Лихтенау в Долен Елзас.
Той е син на Хайнрих IV фон Лихтенберг († 1393) и съпругата му Аделхайд фон Геролдсек († 1411), дъщеря на граф Хайнрих II фон Велденц и Агнес фон Спонхайм-Щаркенбург. Лудвиг е внук на Лудвиг III фон Лихтенберг († 1369) и съпругата му Хилдегард фон Финстинген-Бракенкопф († 1386). Брат му Йохан е домхер в Кьолн, Страсбург и Трир (1381 – 1422). Сестра му Хилдегард фон Лихтенберг (1397 – 1436) се омъжва за граф Симон V фон Цвайбрюкен-Бич (1397 – 1404).
В последните пет години от живота си Лудвиг IV страда от тежко психическо разстройство. Поради това синовете му Якоб и Лудвиг V са поставени под опеката на граф на граф Фридрих IV фон Мьорс-Сарверден, бъдещият тъст на Якоб.

## Фамилия
Лудвиг IV фон Лихтенберг се жени пр. 1409 г. за фон Йотинген († пр. 11 май 1409), дъщеря фон на граф Лудвиг XII (XI) фон Йотинген († 1440) и първата му съпруга графиня Беатрикс фон Хелфенщайн († 1385).Двамата имат две дъщери:
- Динба, омъжена за Майге фон Ламбсхайм († пр. 1458)
- Маргарета, омъжена за Вилхелм фон Мителхаузен

Лудвиг IV фон Лихтенберг е сгоден на 11 май 1409 г. в Баден и се жени втори път пр. 11 май 1412 г. за маркграфиня Анна фон Баден (* 15 март 1399, † 6 декември 1421), сестра на маркграф Якоб фон Баден (1407 – 1453), най-възрастната дъщеря на маркграф Бернхард I фон Баден († 1431) и третата му съпруга Анна фон Йотинген († 1436). Те имат двама сина:
- Якоб (1416 – 1480), господар на Лихтенберг, женен за Валбургис фон Мьорс
- Лудвиг V (1417 – 1471), господар на Лихтенберг, женен през 1441 г. за Елизабет фон Хоенлое-Вайкерсхайм († 1488)